# WTA Argentine Open 1974
Il WTA Argentine Open 1974 è stato un torneo femminile di tennis giocato sulla terra rossa. È stata la 3ª edizione del torneo, che fa parte dei Tornei di tennis femminili indipendenti nel 1974. Si è giocato a Buenos Aires in Argentina, dal 18 al 24 novembre 1974.

## Campionesse

### Singolare
Raquel Giscafré ha battuto in finale  Beatriz Araujo con il punteggio di 7–5, 1–6, 6–2

### Doppio
Katja Ebbinghaus /  Helga Masthoff hanno battuto in finale  Beatriz Araujo /  Raquel Giscafré con il punteggio di 6–0, 6–1